# Russische Badmintonmeisterschaft 2024
Die Russische Badmintonmeisterschaft 2024 fand vom 8. bis zum 14. Oktober 2024 in Ramenskoje statt.

## Sieger und Platzierte
| Disziplin    | Gold                                | Silber                             | Bronze                               |
| ------------ | ----------------------------------- | ---------------------------------- | ------------------------------------ |
| Herreneinzel | Sergey Sirant                       | Arthur Pechenkin                   | Nikita Muleev                        |
| Herreneinzel | Sergey Sirant                       | Arthur Pechenkin                   | Vladislav Dobychkin                  |
| Dameneinzel  | Evgeniya Kosetskaya                 | Alexandra Chushkina                | Maria Golubeva                       |
| Dameneinzel  | Evgeniya Kosetskaya                 | Alexandra Chushkina                | Elena Komendrovskaja                 |
| Herrendoppel | Alexandr Zinchenko Arthur Pechenkin | Alexander Grigorenko Gleb Stepakov | Rodion Alimov Maxim Ogloblin         |
| Herrendoppel | Alexandr Zinchenko Arthur Pechenkin | Alexander Grigorenko Gleb Stepakov | Andrey Afonin Nikita Khakimov        |
| Damendoppel  | Anastasia Akchurina Alina Davletova | Anastasia Boyarun Alena Yakovleva  | Anastasia Alimova Viktoriia Vorobeva |
| Damendoppel  | Anastasia Akchurina Alina Davletova | Anastasia Boyarun Alena Yakovleva  | Alina Busygina Maria Sukhova         |
| Mixed        | Rodion Alimov Mariia Sukhova        | Gleb Stepakov Alina Davletova      | Alexander Guryanov Valeria Isakova   |
| Mixed        | Rodion Alimov Mariia Sukhova        | Gleb Stepakov Alina Davletova      | Dmitry Klimenko Anastasia Boyarun    |